# Julien Auguste Joseph Mermet
Pour les articles homonymes, voir Mermet.
Julien Auguste Joseph Mermet est un général français de la Révolution et de l'Empire, né le 9 mai 1772 au Quesnoy et mort le 28 octobre 1837 à Paris.

## Biographie

### Du simple soldat au général de brigade
Fils du chef de brigade Albert Mermet, tué le 29 fructidor an II à la bataille de Fréligné, il entre le 10 mai 1788 dans la cavalerie, où il sert jusqu'en 1791. À cette date, il quitte la France avec le 39e régiment d'infanterie pour participer à la campagne des Antilles contre les royalistes. De retour en France il est nommé chef d'escadron au 7e régiment de hussards le 22 brumaire an II, devient colonel du 10e hussards un mois après, puis général de brigade le 1er janvier 1796.
Nommé chef d'état-major du général Hoche, il noue avec ce dernier des relations d'amitié. En l'an VIII il rejoint l'armée d'Italie. À l'occasion de la campagne d'Italie, il prend part aux combats sur la rive gauche de la Stura, est blessé à l'affaire de Molino, et se signale de nouveau au village de Vallegio. Il reçoit la Légion d'honneur le 23 vendémiaire an XII, et devient commandeur de cet ordre le 25 prairial de la même année. Il est alors attaché à l'arrondissement électoral de Nîmes.

### Général de l'Empire
Le 1er février 1805 il est nommé général de division. Napoléon lui confère le titre de baron de l'Empire le 2 août 1811 et lui donne l'ordre de se rendre en Espagne, où il se fait particulièrement remarquer à l'attaque de Vilaboa. Après avoir battu les Anglais au village d'Elvina, il participe à la prise de Ciudad Rodrigo, dont la capitulation a lieu le 10 juin 1810. Commandant de la cavalerie de l'armée du Portugal en 1813, le général Mermet soutient sa réputation de bravoure lors de la bataille du Mincio le 8 février 1814.
À la Première Restauration, il est nommé inspecteur général de cavalerie dans les 6e, 1re et 19e divisions militaires, puis chevalier de Saint-Louis le 27 juin 1814 et enfin grand officier de la Légion d'honneur le 23 août de la même année. Il est à Lons-le-Saunier le 13 mars 1815 lorsque le maréchal Ney le charge de se rendre à Besançon pour en prendre le commandement au nom de Louis XVIII. Le 14 au moment de partir pour sa destination, le maréchal le fait prévenir qu'il a d'autres ordres à lui donner : il doit bien aller à Besançon, mais pour y commander au nom de l'Empereur. Mermet refuse d'obéir et se voit ordonné de garder les arrêts.

### Au service du roi
Lors de la Seconde Restauration, le général Mermet est rappelé aux fonctions d'inspecteur général de la cavalerie. Il est fait vicomte le 12 février 1817, confirmé par lettres patentes du 3 mars 1818, et devient gentilhomme du roi en 1821. Il est également commandeur de l'ordre de Saint-Louis en août 1823 et aide de camp de Charles X en 1826. Il meurt le 28 octobre 1837, à l'âge de 65 ans.

## Armoiries
| Figure | Blasonnement |
|        | Armes du baron Julien Auguste Joseph Mermet et de l'Empire Ecartelé au premier d'azur au chevron d'or accompagné de trois étoiles du même deux en chef une en pointe au deuxième des Barons tirés de l'armée, au troisième de gueules à deux tentes tendues d'argent soutenues de sinople, au quatrième d'azur à la salamandre d'argent entourée de flammes d'or : sur le tout d'argent au cheval cabré de sable. |